# Teickners Schwarze Herzkirsche
Teickners Schwarze Herzkirsche ist eine zu den Herzkirschen gehörende dunkle Sorte der Süßkirschen.

## Herkunft
Die Sorte wurde von der Baumschule Teickner in Gernrode 1921 als Zufallssämling gefunden und nach 15-jähriger Beobachtungszeit 1936 in den Handel gebracht.

## Frucht
Die Frucht ist mittelgroß, stumpf herzförmig mit flacher Stielgrube. Die weiche Haut ist in der Vollreife braunviolett, in der Halbreife dunkelrot. Das weiche Fruchtfleisch ist dunkelrot bis schwarzrot und leicht steinlösend mit färbendem Saft. Der Geschmack ist aromatisch süß mit einer feinen Säure. Sie hat eine mittlere Platzfestigkeit. Der Stein ist im Vergleich zur Frucht relativ dick und schief oval. Der Stiel ist mittellang, etwa 4 cm, kräftig und grün, manchmal auch gerötet. Der Stielansatz ist groß. Sie reift in der 3. bis 4. Kirschwoche.

## Baum
Der Baum wächst mittelstark, mit starker Mittelachse. Die schlanken Leitäste wachsen steil mit waagrechten, schlanken Seitenästen.  Die Krone ist hochkugelig. Er ist selbststeril und braucht einen Befruchtungspartner. Er blüht mittelfrüh, langanhaltend, mit schwach rötlichem Blattaustrieb.